# Bombardier Global 7500
Dimensions
Les Bombardier Global 7500 et Global 8000 sont des avions d'affaires du constructeur Bombardier Aéronautique.

## Global 7500
Le programme Global 7000 a été annoncé en 2010. Il est renommé Global 7500 en mai 2018 en raison des performances supérieures aux attentes. Le Global 7500 est un biréacteur d’affaires haut de gamme qui peut embarquer jusqu'à 19 passagers. Son prix unitaire est de 65 millions de dollars[réf. souhaitée].
Le Global 7500 a réalisé son premier vol le 4 novembre 2016. Il est certifié par la FAA le 8 novembre 2018. L'avion est entré en service le 20 décembre 2018. Le 150e Global 7500 est livré en septembre 2023.

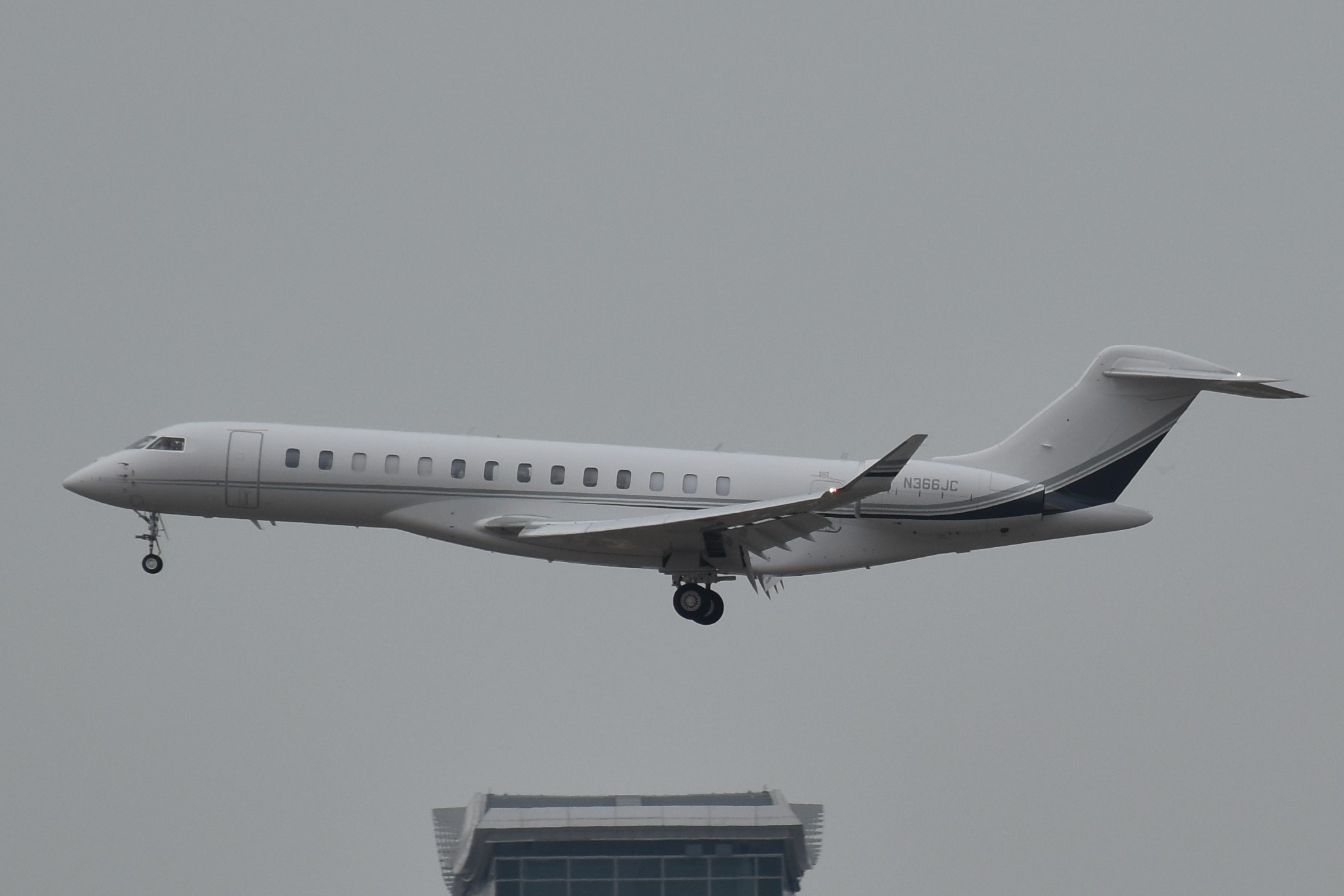
Global 7500 en vol.
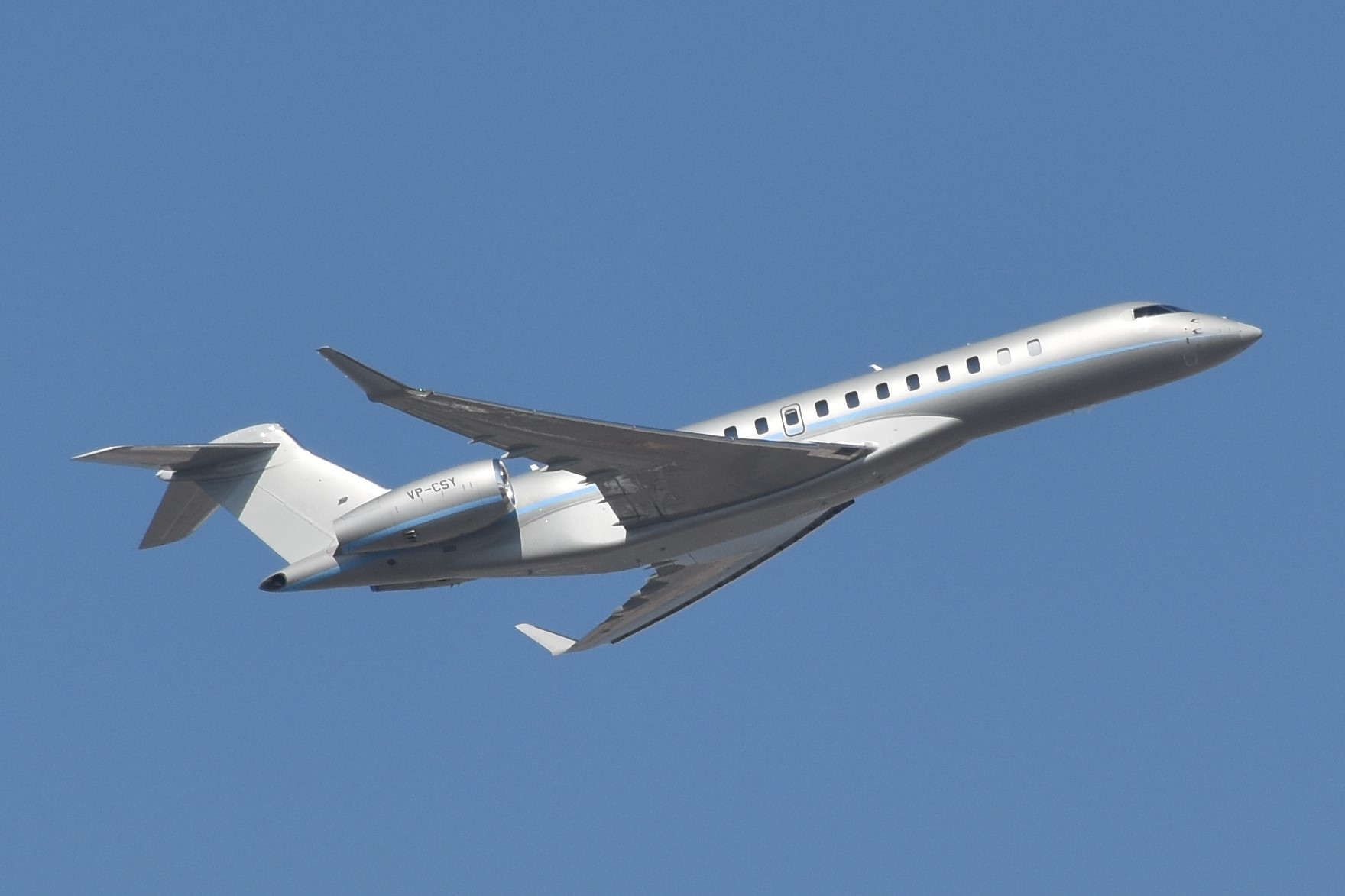
Global 7500 en vol.
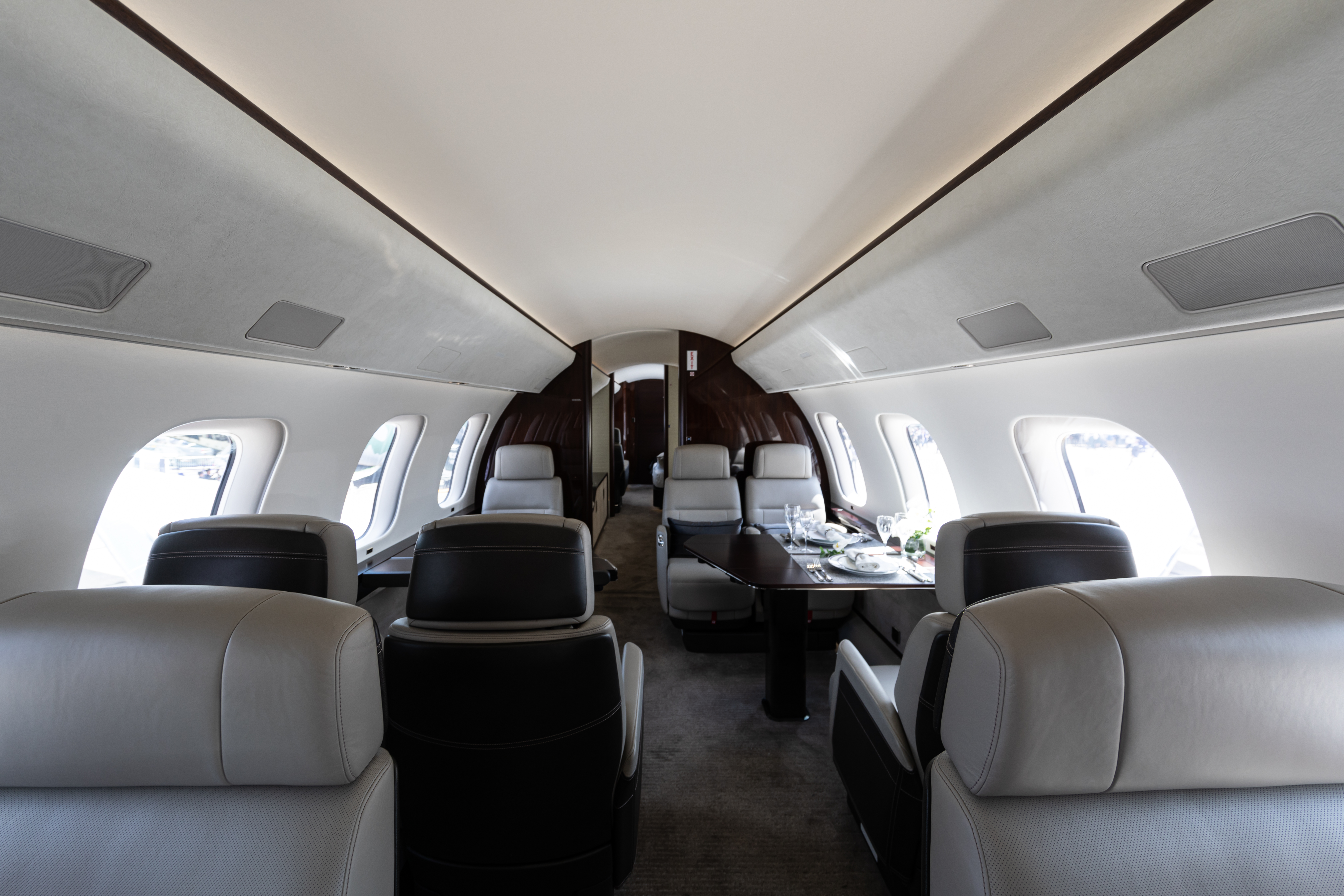
Cabine (avant).
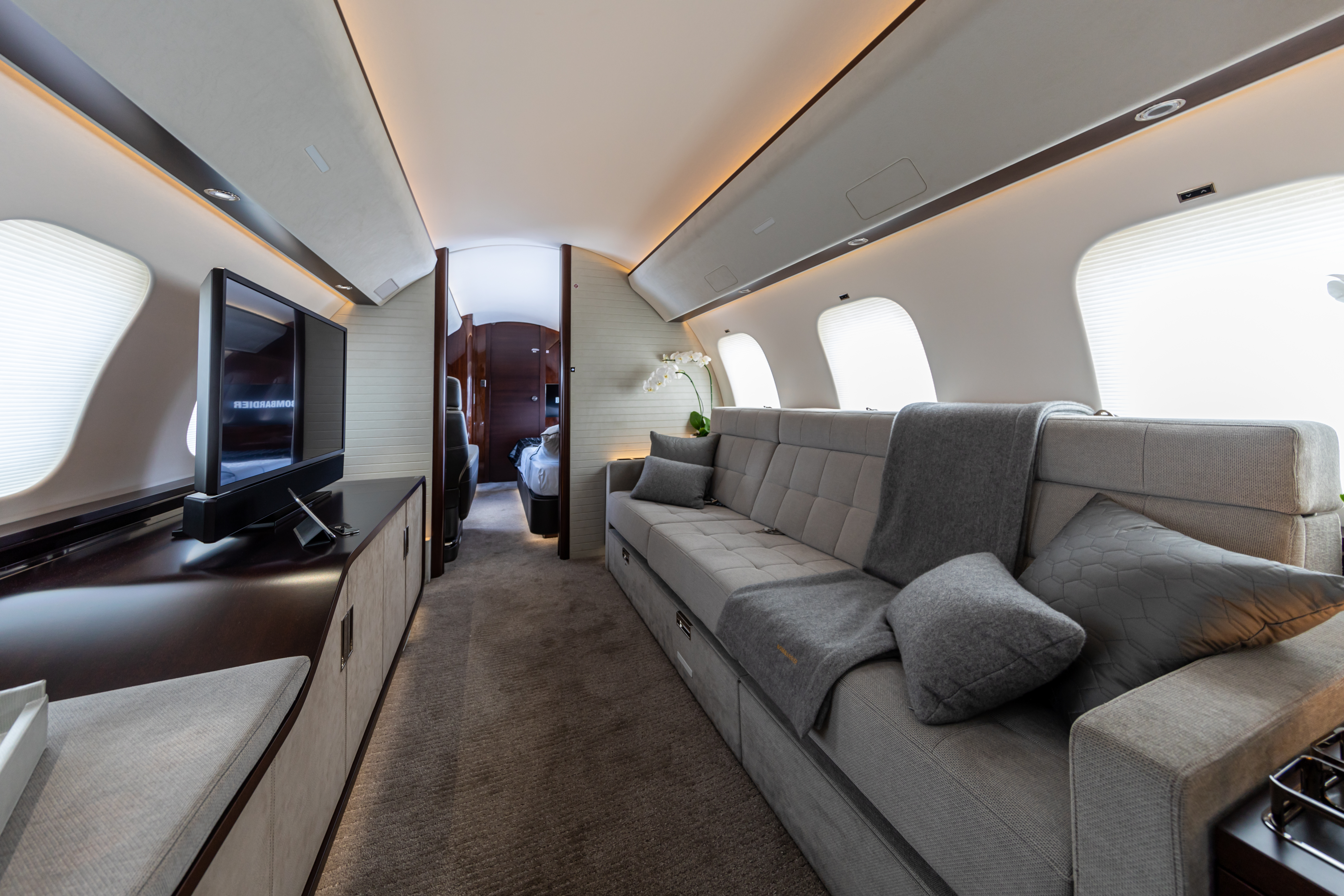
Cabine (arrière).

## Global 8000
Le Global 8000 est un avion d'affaires dérivé du Global 7500 : sa cabine est calquée sur celle du Global 7500, la plus spacieuse et la plus confortable de sa catégorie[réf. nécessaire]. Plusieurs fois reportée, son entrée en service est prévue en 2025. L'avion d'affaires aura une vitesse de pointe de 1 152 km/h (Mach 0,94), devant ainsi être le plus rapide au monde dans sa catégorie, et une autonomie de 14 816 km (8 000 nm). Il peut transporter jusqu'à 19 passagers. Il est présenté le 23 mai 2022 au salon EBACE de Genève. Son prix prévu est de 78 millions de dollars américains,. Son premier vol a lieu le 16 mai 2025 au centre d’assemblage d’avions Bombardier de Mississauga, en Ontario.
Le cockpit de l'avion est équipé de quatre grands écrans avec un affichage tête haute et un radar météorologique à balayage multiple ainsi que des systèmes de vision améliorée (SVS et EVS).